# Чулков, Александр Фёдорович
Александр Фёдорович Чулков — советский хозяйственный деятель, Герой Социалистического Труда.

## Биография
Родился в 1935 году в селе Иловатка. Член КПСС.
Окончил Сасовское лётное училище гражданской авиации.
В 1957—1974 — лётчик самолёта По-2, лётчик, командир самолёта Ан-2 Второго Волгоградского объединённого авиационного отряда сельхозавиации и спецприменения Северо-Кавказского управления гражданской авиации.
В 1975—1988 — лётчик, командир самолёта Ту-134 Первого Волгоградского объединённого авиационного отряда.
Указом Президиума Верховного Совета СССР от 9 февраля 1973 года присвоено звание Героя Социалистического Труда с вручением ордена Ленина и золотой медали «Серп и Молот».
Делегат XXV съезда КПСС.
Умер в 2010 году в Волгограде.

## Награды и звания
- Герой Социалистического Труда (09.02.1973)
- Орден Ленина (09.02.1973)
- Орден Знак Почёта (15.06.1971)